# Мркић
Мркић је српско презиме. Значајни људи са овим презименом су:
- Иван Мркић (1953), дипломата и политичар
- Марко Мркић (1996), фудбалер
- Саша Мркић (1967), фудбалски менаџер и бивши играч